# Stanisław Szyszkowski (kanonik)

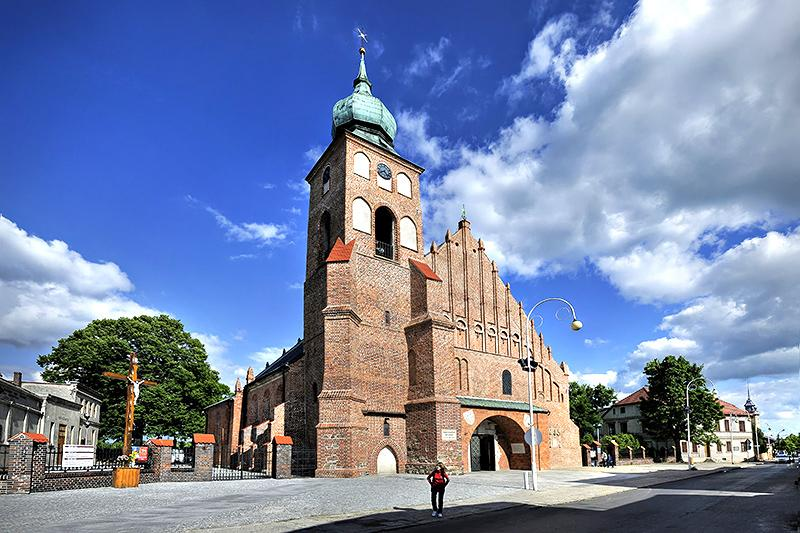
Kolegiata Wszystkich Świętych w Sieradzu.

Stanisław Szyszkowski herbu Ostoja (zm. 1570) – kanonik gnieźnieński i poznański, prepozyt kapituły kolegiackiej w Sieradzu, proboszcz sieradzki, oficjał i dziekan wieluński.

## Życiorys
Stanisław Szyszkowski należał do heraldycznego rodu Ostojów (Mościców). Był synem Józefa i Katarzyny z Pudłowskich herbu Jelita. Od 1537 roku pełnił obowiązki koadiutora dziekana wieluńskiego Stanisława Łowieńskiego. Był kanonikiem poznańskim. W latach 1540–1542 występował w roli kanonika gnieźnieńskiego (kanonia fundi Kobiele). Zrzekł się tej godności na rzecz Jana Wyszeckiego, kanonika kujawskiego. W latach 1551–1560 piastował urząd dziekana wieluńskiego. Obowiązki oficjała wieluńskiego sprawował w latach 1547-1554 i 1562-1570. Udzielił w tym czasie kilku prowizji kandydatom do święceń wyższych. Był także prepozytem kapituły kolegiackiej w Sieradzu w latach 1553–1559 i plebanem sieradzkim. Wg dra Tomasza Andrzeja Nowaka zmarł w maju lub czerwcu 1570 roku. Jednak ks. Walery Pogorzelski w dziele „Sieradz” podał, że ks. Szyszkowski w roku 1579 przekazał dar w postaci 20 grzywien srebra na rzecz szkoły miejskiej w Sieradzu.